# Il castello dei Pirenei (Magritte)
Il castello dei Pirenei (Le Château des Pyrénées) è un dipinto (olio su tela, 200 × 145 cm) di René Magritte del 1959 situato nell'Museo d'Israele di Gerusalemme. Viene citata fra le opere più note e rappresentative del pittore.
Venne commissionata dall'avvocato e amico Harry Torczyner che, fra i vari soggetti proposti dall'artista, scelse quello di una roccia sormontata da un castello. L'enorme macigno dell'opera è inoltre situato sopra un oceano mentre lo sfondo è dominato da un cielo nuvoloso
Secondo quanto riportato in una delle numerose lettere scritte fra i due, Magritte dichiarò che il quadro "non è esente da rigore, addirittura da durezza" riferendosi all'atmosfera che si viene a determinare per la pittura precisa e omogenea. Secondo alcune testimonianze, l'opera sembra ispirarsi all'isola volante di Laputa apparsa ne I viaggi di Gulliver.
La roccia dell'opera è un riferimento "alla permanenza e alla memoria che si contrappongono ad elementi mutevoli quali il mare", sebbene secondo altre fonti simboleggi "la speranza che domina sul mare scuro".